# The Fire This Time (documental d'àudio)
The Fire This Time és un documental d'àudio que tracta de la història i les conseqüències de la Guerra del Golf i també de les sancions econòmiques contra l'Iraq que vindrien després d'aquesta. Produït pel cineasta Grant Wakefield, el conjunt de 2 CD inclou música electrònica d'artistes com ara Michael Stearns, Pan Sonic i Aphex Twin.

## Rerefons
La idea per The Fire This Time va sorgir quan Wakefield i l'escriptora Miriam Ryle van viatjar a l'Iraq per filmar una continuació del documental de Ryle; Voices in Iraq. Els metratges que gravaren allà, incloent-hi una entrevista amb el coordinador humanitari de les Nacions Unides , Hans-Christof von Sponeck, crític amb les sancions a l'Iraq, van ser rebutjades per la BBC i Channel 4, i BBC World va respondre que "no accepten obres de malparlar". Wakefield i Ryle, en canvi, van produir un documental en format de CD, que consistia en Paraula parlada, música i clips de declaracions fetes per funcionaris, periodistes, experts dels mitjans i altres figures populars com ara el còmic nord-americà Bill Hicks.

## Llistat de pistes
| 1.            | «From The Cradle...»      | Michael Stearns                                       | 4:18  |
| 2.            | «The Playground»          | Ashra                                                 | 4:38  |
| 3.            | «Lines In the Sand»       | Higher Intelligence Agency                            | 4:54  |
| 4.            | «Get Thee Behind Me»      | Soma                                                  | 4:57  |
| 5.            | «Counting On New Friends» | Aphex Twin (remixed by Black Lung)                    | 5:04  |
| 6.            | «The Whore of Babylon»    | Pan Sonic                                             | 5:04  |
| 7.            | «We're Doing Well Now»    | Barbed                                                | 7:05  |
| 8.            | «Nails In The Wall»       | Speedy J and Kait Gray                                | 3:11  |
| 9.            | «Say Hello To Allah»      | Barbed                                                | 7:11  |
| 10.           | «Church Bells»            | Speedy J, Bass Communion & Higher Intelligence Agency | 5:49  |
| 11.           | «No News Is Good News»    | Naseer Shamma & Bass Communion                        | 8:10  |
| 12.           | «Dog In America»          | Bola                                                  | 9:07  |
| 13.           | «...To The Grave»         | AMBA                                                  | 8:01  |
| Durada total: | Durada total:             | Durada total:                                         | 77:37 |

| 1.            | «From the Cradle...»              | Michael Stearns                   | 3:57  |
| 2.            | «Lines in the Sand»               | The Higher Intelligence Agency    | 5:40  |
| 3.            | «Get Thee Behind Me»              | Soma                              | 5:22  |
| 4.            | «The Box» (Equilibrium Found Mix) | Orbital (remix de Bump 'n' Grind) | 4:57  |
| 5.            | «Oud Improvisation»               | Naseer Shamma                     | 7:11  |
| 6.            | «We're Doing Well Now»            | Barbed                            | 6:51  |
| 7.            | «Nails in the Wall» (Vocal Track) | Kait Gray                         | 2:28  |
| 8.            | «Come to Daddy»                   | Aphex Twin (remix de Black Lung)  | 3:11  |
| 9.            | «Call to Prayer»                  |                                   | 3:49  |
| 10.           | «Conoid Tones» (Excerpt)          | Higher Intelligence Agency        | 6:54  |
| 11.           | «No News Is Good News»            | Naseer Shamma & Bass Communion    | 8:22  |
| 12.           | «Dog in America»                  | Bola                              | 10:16 |
| 13.           | «Black Mountains»                 | AMBA                              | 3:46  |
| Durada total: | Durada total:                     | Durada total:                     | 77:12 |

## Recepció
The Fire This Time des que va sortir ha rebut una aclamació gairebé unànime. L'àlbum va ser considerat com un dels 50 millors àlbums del 2002 per la revista The Wire.